# Кана-Бийик, Жан-Армель
Жан-Армель Кана-Бийик (фр. Jean-Armel Kana-Biyik; род. 3 июля 1989 года, Мец, Франция) — камерунский футболист, защитник. Выступал за национальную сборную Камеруна.

## Клубная карьера
Кана-Бийик начал свою карьеру в «Гавре» в 2005 году, перейдя в основную команду в 2008 году. Он дебютировал за клуб 22 февраля 2008 года против «Дижона» в Лиге 2. 21 июня 2010 года Жан-Армель подписал четырёхлетний контракт с «Ренном». 10 января 2015 года заключил контракт с «Тулузой», рассчитанный на 2,5 года. Летом 2016 года, после того как «Тулуза» не продлила контракт с камерунцем, он на правах свободного агента перешёл в турецкий «Кайсериспор». С 2019 по 2021 год выступал за «Газишехир Газиантеп».

## Международная карьера
Кана-Бийик играл за молодёжную сборную Франции. С 2012 года выступает за сборную Камеруна. В 2019 году завершил выступления за сборную.

## Достижения
- Финалист Кубка французской лиги: 2012/13

## Личная жизнь
Жан-Армель родился во Франции, в городе Мец. Его отец Андре Кана-Бийик и дядя Франсуа Омам-Бийик также были футболистами, в 1990-е годы выступали на чемпионатах мира в составе сборной Камеруна.